# Гнили и джобни райони
В историята на Великобритания терминът „гнил район“ (на английски: Rotten borough) се отнася до толкова малък избирателен район, че само 1 човек ефективно контролира избора на член на парламента.
В резултат на това лицето има неправилно и непропорционално влияние в парламента. Такива райони съществуват от векове, но едва през XVIII век се използва терминът „гнил район“.

## Предистория
Векове наред избирателните райони във Великобритания и Ирландия не се променяли в зависимост от промените в населението. В някои области броят на избирателите бил толкова малък, че всеки можел да бъде подкупен. Член на Парламента можел да представлява едва няколко души и дори само един човек. От друга страна, районите, които се радвали на масов растеж, като например град Манчестър, нямали отделно представителство (въпреки че жителите на града, които имат право на глас, можели да гласуват в съответната селска област). Някои от гнилите провинции са играли важна роля в британската политика в миналото, но оттогава тяхното значение намалява.

## История
Пример за гнил район е избирателният район на Стария Сарум. Старият Сарум е процъфтяващ град през XII век, но когато в близост бил построен град Солсбъри, който бил изложен в по-малка степен на суровия климат, по-голямата част от населението се преместило там. В областта на Стария Сарум има 3 къщи и 7 избиратели.
По такъв начин терминът „гнила област“ описва корупцията, изразена в изборите в тази област, но също така и физическия упадък на пренебрегваната област.
Малко по-голям район, но все още относително лесно повлиян, се нарича джобен район (на английски: Pocket borough). Терминът описва избирателен район, в който населението е достатъчно малко, за да бъде за всяка практическа нужда под контрола (или „по джоба“) на един основен земевладелец.
Значението на гнилите и джобните области може да се види например от общите избори в Обединеното кралство през 1831 г., когато от 406 избрани депутати, 152 са избрани от по-малко от 100 гласоподаватели всеки, а 88 от по-малко от петдесет гласоподаватели.
През 19 век са предприети стъпки за премахване на гнилите райони. В закона за реформата от 1832 г. повечето области с ниска избирателност са премахнати, докато големите населени места и индустриалните зони придобиват по-голямо представителство. Джобните области са премахнати окончателно в Закона за реформата от 1867 г., който установява принципа, че всяка област трябва да има приблизително еднакъв брой гласоподаватели. Допълнителни закони постановяват създаването на гранична комисия, чиято цел е прилагането на принципа в съответствие с движението на населението. С избирателния закон от 1872 г. купуването на гласове става незаконно и се взема решение изборите да са тайни, което ограничава ефективността на подкупите, тъй като е невъзможно да се знае за кого гласува всеки човек. Тази промяна значително намалява и разходите за предизборната кампания.